# Bernd Drogan
Bernd Drogan, nacido el 26 de octubre de 1955 en Döbern, es un antiguo ciclista alemán. Coriió durante los años 1970 y 1980 dentro del equipo de la República Democrática Alemana, y fue dos veces Campeón del mundo en contrarreloj por equipos, en 1979 y 1981. No debutó como profesional en ciclismo en ruta.

## Palmarés
1977
- Tour de RDA
- Tour de Vaucluse
- 1 etapa de la Carrera de la Paz
- Tour de Bohemia
- 2 etapas de la Vuelta a Eslovaquia
- 2.º en el Campeonato de la República Democrática Alemana en contrarreloj

1978
- Campeón de la República Democrática Alemana contrarreloj
- Tour de RDA, más 2 etapas
- Circuito de la Sarthe, más 1 etapa

1979
- Campeón del mundo en contrarreloj por equipos
- Tour de RDA
- 3 etapas de la Carrera de la Paz
- 2.º en el Campeonato de la República Democrática Alemana en contrarreloj

1980
- 1 etapa del Tour de RDA
- 1 etapa del Tour de Vaucluse
- Plata en los Juegos Olímpicos de 1980 en 100 km contrarreloj por equipos  (con Falk Boden, Hans-Joachim Hartnick y Olaf Ludwig)

1981
- Campeón del mundo en contrarreloj por equipos
- Campeón de la República Democrática Alemana contrarreloj
- 1 etapa de la Vuelta a Cuba
- 1 etapa de la Vuelta a la Baja Sajonia

1982
- Tour de RDA, más 2 etapas
- 2 etapas de la Vuelta a Eslovaquia
- 2.º en el Campeonato de la República Democrática Alemana en ruta
- 2.º en el Campeonato de la República Democrática Alemana en contrarreloj
- Tour de la Hainleite

1983
- 1 etapa del Tour de RDA
- 1 etapa del Giro de las Regiones
- Vuelta a Eslovaquia, más 1 etapa
- 1 etapa del Tour del Porvenir

1984
- 1 etapa del Tour de Normandía
- 1 etapa del Tour de RDA